# NewsOne
«NewsOne» — закритий проросійський пропагандистський інформаційно-просвітній телеканал в Україні. Входив до медіахолдингу «Новини», чиїм неофіційним власником був політик Віктор Медведчук (через пов'язаного з ним Тараса Козака).
Телеканал мовив з 2005 до 2021 року. Етер телеканалів медіахолдингу «Новини» було заблоковано 2 лютого 2021 року за антиукраїнську діяльність його власників (Медведчука та Козака) указом президента України Володимира Зеленського за рішенням РНБО. 26 лютого 2021 року на базі закритих телеканалів медіахолдингу ― «NewsOne», «ZIK» та «112 Україна» ― було створено новий телеканал — «Перший незалежний», куди перейшли журналісти закритих телеканалів.
Контент телеканалу мав яскраво окреслений антиукраїнський та проросійський ухил і його вважали одним з провідних проросійських антиукраїнських телеканалів в Україні того періоду.

## Історія
17 січня 2014 стало відомо, що народний депутат від «Партії регіонів» Євген Мураєв придбав у Вадима Рабіновича телеканал. В травні того ж року керівниками телеканалу стали колишній директор департаменту інформаційного мовлення телеканалу «Україна» Ігор Золотаревський та його колишня заступниця Дарина Огір (за офіційними документами директором був Антон Авер'янов, а Дарина Огір була однією з членів складу редакційної ради телеканалу).
10 листопада 2014 року телеканал почав мовлення в форматі 16:9.
2 березня 2015 року на посаду генпродюсера каналу було призначено медіаменеджера Олексія Семенова.
24 серпня 2015 року телеканал змінив логотип, оформлення, графічне оформлення та студію.
Наприкінці 2015 — на початку 2016 років канал за популярністю посів третє місце серед інформаційних каналів України. 2016 року канал входив до основних кабельних мереж України та транслювався в аналогових і цифрових пакетах операторів в HD і SD форматах. Був присутній в етерному цифровому пакеті DVB-T в Києві і області.
Наприкінці листопада 2017 року канал змінив склад редакційної ради: з нього вийшли Світлана Орловська, Світлана Глуховська та Олександр Тотохін. Їх замінили тодішні виконавчий продюсер Василь Голованов, головна редакторка Роксолана Завінська, редактор каналу Євген Муджирі, а членом редакційної ради залишився Антон Авер'янов.
Супутникове мовлення здійснював через супутник «Astra 4A» на Україну, Європу і західні регіони європейської частини Росії.

## Скандали та протизаконна діяльність
З 14 червня 2019 року телеканал входить до складу медіахолдингу «Новини» (належить Тарасові Козаку, соратнику українського проросійського політика й кума Володимира Путіна, Віктора Медведчука), куди також входять телеканали «ZIK» і «112 Україна».
Канал пропагує близькі до власника політичні сили та їх антиукраїнську позицію.
29 листопада 2017 року під час політичного шоу «Український формат», тодішній власник телеканалу Євген Мураєв обстоював російські пропагандистські штампи про Майдан та назвав Революцію гідності «державним переворотом», що викликало критику кількох народних депутатів в етері шоу та користувачів у соцмережах. Медіакритик Інна Долженкова у своїй статті в інтернет-виданні «Детектор медіа» звинуватила Мураєва у державній зраді.
На початку грудня 2017 року вхід до будівлі телеканалу «NewsOne» був заблокований невідомими особами у військовій формі. За словами тодішнього власника телеканалу Євгена Мураєва відповідальним у блокуванні медіа був керівник партії «Братство» Дмитро Корчинський.

### Порушення законів України
Національна рада України з питань телебачення і радіомовлення неодноразово виявляла порушення законодавства України в діяльності телеканалу.
У листопаді 2016 року канал отримав попередження від Нацради з питань телебачення і радіомовлення щодо порушення законів України, яке полягало у трансляції політичної агітації партії «За Життя» в міжвиборчий період, коли це було заборонено.
У лютому 2019 року Національною радою України з питань телебачення і радіомовлення телеканал було оштрафовано на суму понад 95 тисяч гривень за мову ворожнечі. Зокрема мову ворожнечі було зафіксовано у виступах гостей і ведучих програм телеканалу «NewsOne». У листі до Національної ради від СБУ було вказано про систематичне використання в етері телеканалу фраз «партія війни», «партія миру», «братовбивча війна», «механізм розколу православ'я», «Росія захищає свої інтереси» та «світ не визнає Росію агресором».
У результаті офіційної перевірки каналу НацРада з питань телебачення та радіомовлення виявила факти «розпалювання національної, расової чи релігійної ворожнечі та ненависті в етері каналу». 20 вересня 2019 канал звернувся до Окружного адміністративного суду з позовом про скасування рішення НацРади про результати позапланової перевірки каналу. Згодом НацРада подала справу до суду, вимагаючи анулювати каналу ліцензію на мовлення. У той же час представники каналу подали до суду проти Нацради, вимагаючи скасувати рішення щодо перевірки каналу та дотримання Закону «Про інформацію».
У вересні 2019 року після отриманих результатів перевірки від СБУ РНБО заявила про відсутність підстав для введення санкцій проти телеканалів «NewsOne» і «112 Україна».
У листопаді 2019 року Рада з питань телебачення та радіо виявила в програмі «Я так думаю» висловлювання, що можуть порушувати закони «Про інформацію» та «Про телебачення та радіо». Через це Радою було заплановано провести позачергову перевірку каналу.

### Санкції та припинення етерного мовлення
2 лютого 2021 року Президент Зеленський підписав Указ № 43/2021 «Про рішення РНБО від 2.02.2021 „Про застосування персональних, спеціальних, економічних та інших обмежувальних заходів (санкцій)“, яким увів у дію рішення РНБО від 4.10.2018 року „Про застосування персональних спеціальних економічних та інших обмежувальних заходів (санкцій)“». Згідно з ним на 5 років запроваджено персональні санкції проти самого Тараса Козака та каналів, що йому належать: «112 Україна», «ZIK», «NewsOne».
Санкції передбачають:
1. блокування активів — тимчасове обмеження права особи користуватися та розпоряджатися їй власним майном;
2. обмеження торговельних операцій;
3. обмеження, часткове чи повне припинення транзиту ресурсів, польотів та перевезень територією України;
4. запобігання виведенню капіталів за межі України;
5. зупинення виконання економічних та фінансових зобов'язань;
6. анулювання або зупинення ліцензій та інших дозволів, одержання (наявність) яких є умовою для здійснення певного виду діяльності;
7. повна або часткова заборона вчинення правочинів щодо цінних паперів, емітентами яких є особи, до яких застосовано санкції згідно з цим Законом;
8. припинення видачі дозволів, ліцензій на ввезення в Україну з іноземної держави чи вивезення з України валютних цінностей та обмеження видачі готівки за платіжними картками, емітованими резидентами іноземної держави;
9. заборона передання технологій, прав на об'єкти права інтелектуальної власності.

Після запровадження санкцій київські кабельні оператори «Воля», «Triolan» та «Інформаційні технології», а також ОТТ-сервіси «Sweet.tv» та OLL.TV вимкнули дані телеканали. Запровадження санкцій проти телеканалів вже викликали бурхливу реакцію в соцмережах.
4 лютого Міністерство культури та інформаційної політики звернулося до YouTube з проханням заблокувати акаунти всіх трьох каналів: «112 Україна», «NewsOne» та «ZIK».
19 березня Касаційний адміністративний суд Верховного суду відмовив у задоволенні позову щодо оскарження указу президента України Володимира Зеленського, яким було введено в дію рішення Ради національної безпеки і оборони про застосування санкцій щодо трьох телеканалів медіагрупи «Новини» — зокрема і каналу «NewsOne».
8 червня 2023 року НацРада анулювала ліцензію на мовлення.

### Блокування на Youtube
24 квітня YouTube заблокував для українських користувачів YouTube-канал «NewsOne» разом із двома іншими каналами медіахолдингу «Новини» — «112 Україна» і «ZIK». При спробі переглянути трансляцію з'являється повідомлення про те, що канали недоступні для перегляду в Україні через скаргу влади на протизаконний контент.

## Логотипи
Телеканал змінив 4 логотипи. З 2007 до 2015 року знаходився у лівому нижньому куті. З 2015 до 2017 і з 2019 до 2021 року знаходився у правому верхньому куті. З 22 травня 2017 до 30 вересня 2019 року знаходився у лівому верхньому куті.
| Логотип | Опис |
| ------- | --- |
|         | З 17 грудня 2005 до 9 листопада 2014 року логотипом був квадрат з фіолетовим обрамленням та білою серединою. У верхній частині розміщений фіолетовий прямокутник зі словом «NEWS» білого кольору. У нижній частині великого прямокутника — слово «ONE» фіолетового кольору на білому тлі. Логотип знаходився у лівому нижньому куті та був анімованим. |
|         | З 10 листопада 2014 до 23 серпня 2015 року логотипом був паралелограм з тонкими контурами, нерівномірно поділений похилою лінією на 2 частини по вертикалі: у лівій частині було слово «NEWS» синього кольору на білому тлі, у правій частині — слово «ONE» білого кольору на червоному тлі. Знаходився там же.                                        |
|         | З 24 серпня 2015 до 21 травня 2017 року логотипом були слова «NEWS» (сірого кольору) та «ONE» (червоного кольору). Логотип мав мінімальну об'ємність. Знаходився у правому верхньому куті. |
|         | З 22 травня 2017 до 26 лютого 2021 року використовувався той же логотип, але зник ефект об'ємності та колір слова «NEWS» став білим. З 22 травня 2017 до 30 вересня 2019 року логотип знаходився у лівому верхньому куті, з 1 жовтня 2019 до 26 лютого 2021 року знаходився у правому верхньому куті.                                                  |

## Власники
- До серпня 2010 року канал належав Рудольфу Кірносу, власнику телеканалу RU Music;
- Серпень 2010 — 50 % акцій каналу перейшло медіахолдингу Вадима Рабіновича Media International Group (MIG);
- 12 травня 2011 — замість ТОВ «Реаліті Ті-Ві», власником інших 50 % акцій каналу став особисто Вадим Рабінович;
- Січень 2012 — обидва пакети акцій консолідувалися у безпосередній власності Рабіновича;
- Січень 2014 року — 31 серпня 2018 — член партії «НАШІ», до цього «За Життя», «Опозиційного блоку» і «Партії регіонів», нардеп Євген Мураєв[32].
- 31 серпня — 5 жовтня 2018 — Андрій Портнов, колишній заступник голови Адміністрації Президента Віктора Януковича (2010—2014), народний депутат VI скликання ВР від партії «Батьківщина» та юрист
- 5 жовтня 2018 — Тарас Козак, народний депутат VIII та IX скликань ВР від фракцій «Опозиційного блоку» та «Опозиційної платформи — За життя», близькому до Віктора Медведчука.

## Ведучі
- Катерина Лісунова
- Вадим Ярошенко
- Юрій Кляцкін
- Богдан Машай
- Юлія Войнар
- Віталій Школьний
- Світлана Шевченко
- Ліна Нерус
- Павло Кругляковський
- Василь Апасов
- Діана Панченко
- Матвій Ганапольский
- Наталка Сопіт
- Михайло Плотніков
- Світлана Орловська
- Олена Кирик
- Тетяна Кравченко
- Макс Назаров
- Ростислав Сухачов
- Уляна Пчолкіна
- Андріана Кучер
- Любов Добровольска
- Ангеліна Пичик
- Василь Голованов
- Юлія Литвиненко
- Микола Вересень
- Анастасія Митницька
- Надія Сасс
- Тигран Мартиросян
- В'ячеслав Піховшек
- Лана Шевчук
- Ірина Журавська
- Вікторія Панченко
- Катерина Жукова
- Юлія Колтак
- Віталій Дикий
- Максим Малинов
- Інга Мезеря
- Тетяна Будь
- Віталій Прудіус
- Олександр Шелест
- Анастасія Федор
- Андрій Павловський
- Альона Зінченко
- Едуард Гльоза
- Ольга Каленчук
- Антон Середа
- Віолетта Товкес
- Роман Гах
- Тамара Горецька
- Богдан Амінов